# 에레부니 요새
에레부니 요새(Erebuni Fortress)는 아르메니아 예레반에 있는 우라르투 왕국의 성이다. 그것은 아르기슈티 1세에 의해 기원전 782년 군사 기지로 건설되었다.
그곳은 러시아와 아르메니아 고고학자들에 의해 1947년부터 발굴되어 왔다.

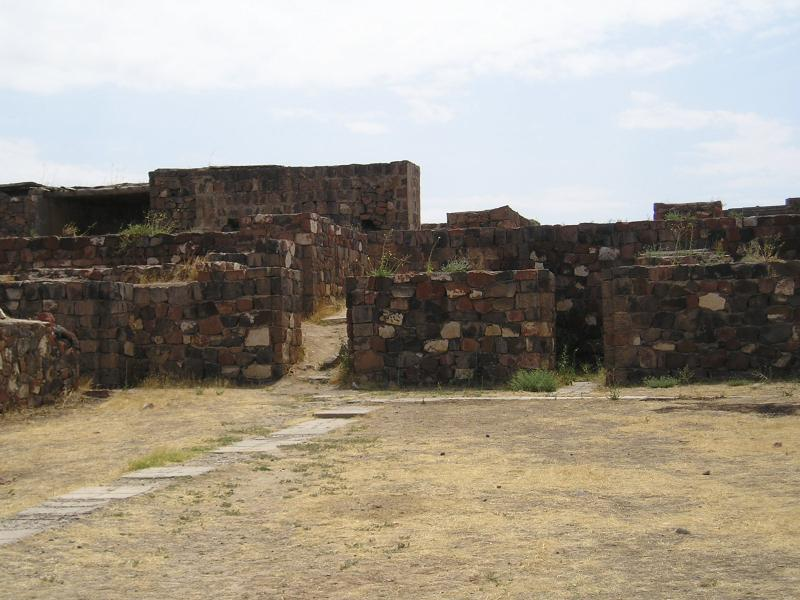
에레부니 요새의 유적
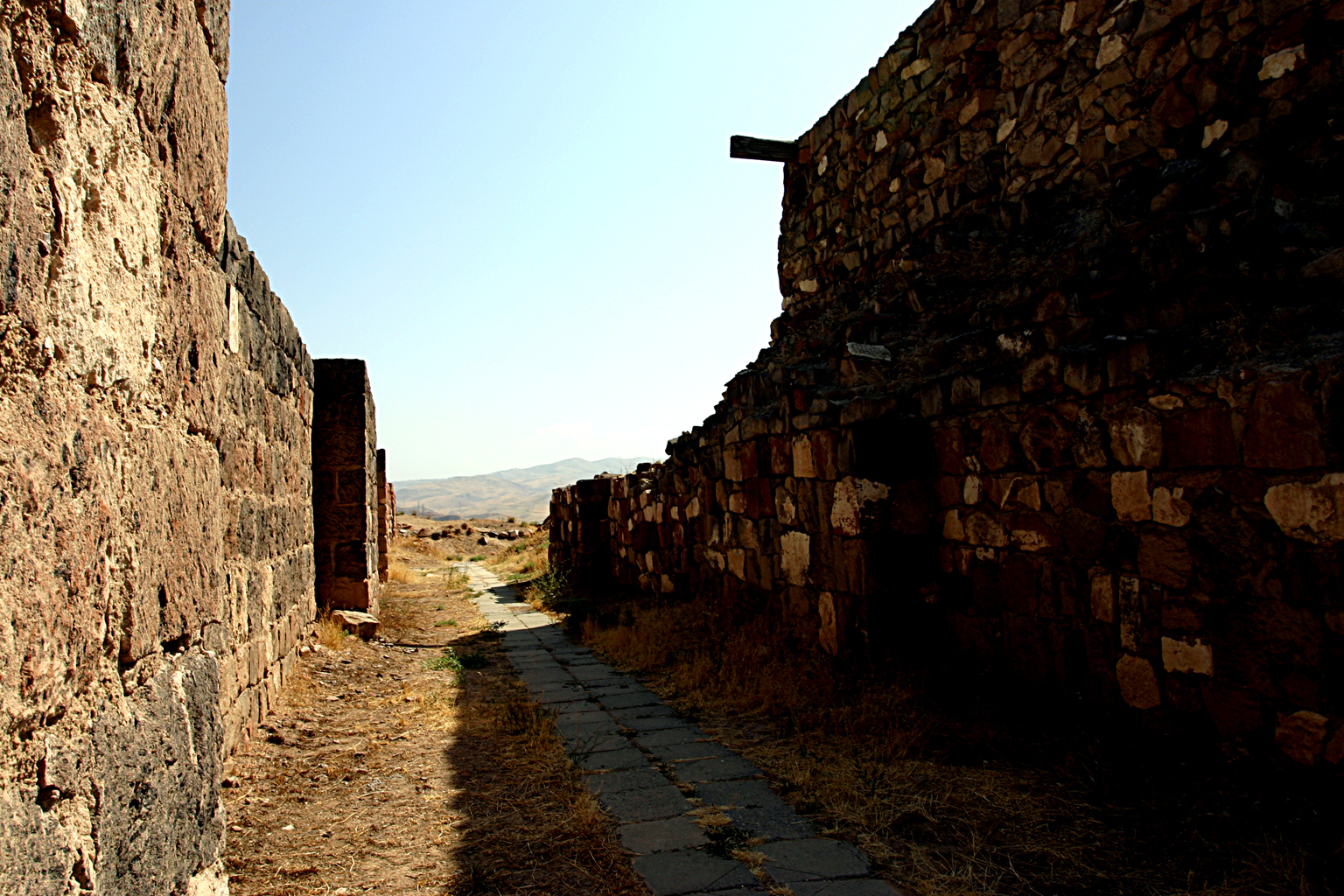
에레부니 요새의 성벽
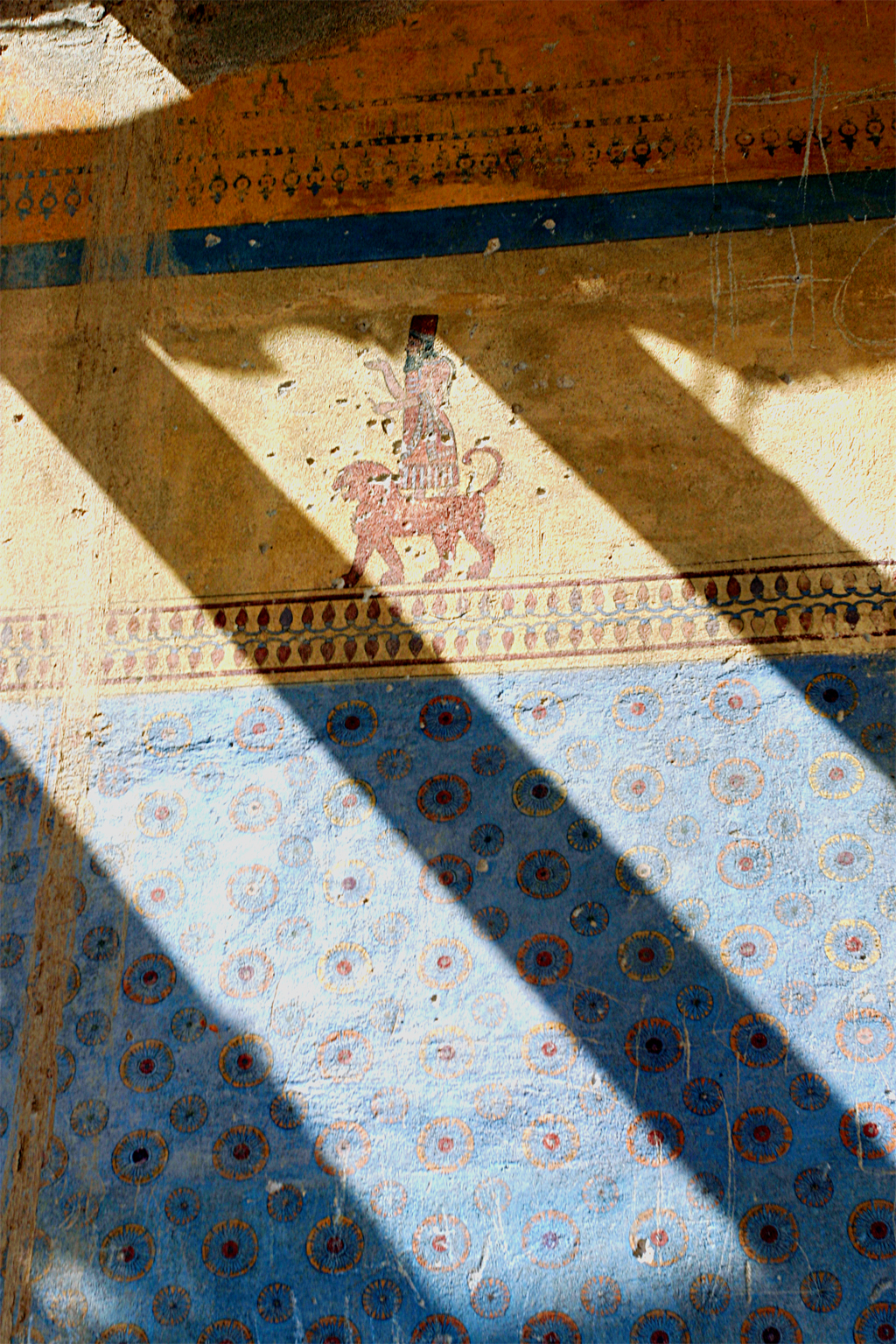
에레부니 요새의 벽화

## 같이 보기
- 테이셰바이니